# Offspring (série de televisão)
Offspring é uma série de televisão australiana que transmitido pela Network Ten sua primeira transmissão em 15 de agosto de 2010 na Austrália. Ele também transmitido na GNT no Brasil e AXN White em Portugal.

## Elenco

### Elenco principal
- Asher Keddie
- Kat Stewart
- Don Hany
- Deborah Mailman
- Eddie Perfect
- Linda Cropper
- Richard Davies
- Matthew Le Nevez
- Lachy Hulme
- John Waters

## Temporada
| Temporada | Temporada | Episódios        | Exibição Austrália   | Exibição Austrália     | Data de lançamento em DVD | Data de lançamento em DVD | Data de lançamento em DVD |
| Temporada | Temporada | Episódios        | Estreia de temporada | Final de temporada     | Região 1                  | Região 2                  | Região 4                  |
| --------- | --------- | ---------------- | -------------------- | ---------------------- | ------------------------- | ------------------------- | ------------------------- |
|           | 1         | 13 (+ Telemovie) | 15 de agosto de 2010 | 21 de novembro de 2012 | —                         | —                         | 1 de dezembro de 2010     |
|           | 2         | 13               | 16 de maio de 2011   | 20 de julho de 2011    | —                         | —                         | 14 de setembro de 2012    |
|           | 3         | 13               | 18 de abril de 2012  | 11 de julho de 2012    | —                         | —                         | 1 de agosto de 2012       |
|           | 4         | 13               | 22 de maio de 2013   | 14 de agosto de 2013   | —                         | —                         | 4 de setembro de 2013     |
|           | 5         | 13               | 2014                 | TBA                    | —                         | —                         | —                         |

## Transmissão
| País          | Rede(s)                       | Série estréia        | Tempo   |
| ------------- | ----------------------------- | -------------------- | ------- |
| Austrália     | Network Ten                   | 15 de agosto de 2010 | Domingo |
| Brasil        | GNT                           | 2012                 |         |
| Irlanda       | RTÉ One                       | 2012                 |         |
| Países Baixos | TLC Netherlands               | julho de 2011        |         |
| Nova Zelândia | TV One                        | 2011                 |         |
| Noruega       | TLC                           | 2011                 |         |
| Portugal      | AXN White                     | 2011                 |         |
| Rússia        | TLC                           | 2011                 |         |
| Espanha       | Sony Entertainment Television | 2011                 |         |
| Suécia        | TLC                           | 2011                 |         |